# Laccophilus comes
Laccophilus comes är en skalbaggsart som beskrevs av Guignot 1955. Laccophilus comes ingår i släktet Laccophilus och familjen dykare. Inga underarter finns listade i Catalogue of Life.